# SsangYong Actyon
El SsangYong Actyon es un automóvil del fabricante surcoreano SsangYong fabricado desde el año 2005. Es el sucesor directo del SsangYong Musso, y está disponible con dos carrocerías: todoterreno de cinco puertas, y una pickup de doble cabina ("Actyon Sports").
El frontal es muy agresivo con líneas inspiradas en las formas de un tiburón y con numerosas nervaduras. El lateral evoca las formas de un cupé, con una línea de cintura ascendente y la luneta trasera muy tumbada. Algunas versiones poseen llantas de 18 pulgadas.
El Actyon mide unos casi 4455 mm de largo, 210 mm menos que el SsangYong Kyron, con el que comparte la estructura del chasis, la transmisión y el motor.